# 沃克吕兹省
沃克吕兹省（法語：[voklyz]；普罗旺斯方言： (古典标准)或 (米斯特拉尔标准)），法國东南部普罗旺斯-阿尔卑斯-蔚蓝海岸大区所轄的省份，省份编号84，2019年时有561,469人口，省会为亞維農。

## 语源
该省的名字源自于沃克吕兹泉，该泉是全世界最大的几个岩溶泉之一。“沃克吕兹”（Vaucluse）一名本身源自拉丁语（封闭的山谷），因沃克吕兹泉所在山谷的尽头是悬崖峭壁而得名。

## 历史

沃克吕兹省辖区在法国大革命前所属省、州：
沃奈桑伯爵领地 （阿维尼翁也从1348年脱离宗座属地）
普羅旺斯伯國
奧蘭治親王國，1713年与多菲内合并

沃克吕兹本来是指以沃克吕兹泉、沃克吕兹山谷命名的村庄沃克吕兹，该村庄在1945年后被正式命名为“方丹德沃克吕兹”（Fontaine de Vaucluse，与沃克吕兹泉同名）。沃克吕兹省是原属教宗国的沃奈桑（Comtat Venaissin）和阿维尼翁（Avignon）并入法国后建立的。法国议会曾在1790年8月27日和11月20日两次拒绝吞并上述领土。
1791年8月18日，两地代表在贝达利德的圣洛朗教堂前投票支持并入法国，在全部152,919票中101,046票要求并入法国。该事件被认为是“自决权”的第一次体现。1791年9月14日，法国制宪会议宣布阿维尼翁和孔塔从此成为“法兰西帝国不可分割的一部分”，原罗马教皇属地的阿维尼翁和沃奈桑正式并入法国。1792年3月28日，两地形成了两个新县，也就是属于罗讷河口省的阿维尼翁和属于德龙省的卡庞特拉。1793年6月25日，法国政府下令创建沃克吕兹省，除阿维尼翁和卡庞特拉，还划入了原属罗讷河口省阿普特、奥朗日和原属下阿尔卑斯省的索村县。1793年8月12日，沃克吕兹省正式成立。共和二年（1793年）秋季至春季，受法国大革命影响，各地成立大量民众团体，尤其以法国东南部最多，其中沃克吕兹省的154个市镇中有319个民众团体。1800年，沃克吕兹省界进行调整，叙兹拉鲁斯与德龙省本土相连，而隶属于沃克吕兹省的瓦尔雷阿斯成为被德龙省包围的飞地。
在1835年前后，沃克吕兹省地区的法语已越来越普及，但无论是地方法官在审讯时，还是宗教部长在布道时，仍然不得不使用普罗旺斯方言。20世纪初，新闻工作者卢多维奇·诺多称沃克吕兹省的一些居民嗜赌成性，在阿维尼翁、卡庞特拉和卡瓦永遍布赌博窝点。

## 地理
沃克吕兹省隶属于普罗旺斯-阿尔卑斯-蔚蓝海岸大区，位于法国东南部，并不沿海。该省西部与加尔省，西北与阿尔代什省，北部与德龙省、东部与上普罗旺斯阿尔卑斯省，南部与瓦尔省和罗讷河口省接壤。沃克吕兹省在德龙省内有一块飞地瓦尔雷阿斯。
该省西界是罗讷河，南界是迪朗斯河。该省东半部多山，其中海拔1912米的旺图山是该省的最高点，被称为“普罗旺斯巨人”。其它重要山脉还有沃克吕兹山脉、吕贝龙山等。低地则是富饶的平原，分布有大量果园。1990年，联合国教科文组织将旺图山地块列为“生物圈保护区”。1997年12月，吕贝隆地块被联合国教科文组织正式接纳为“世界生物圈保护区网络”。

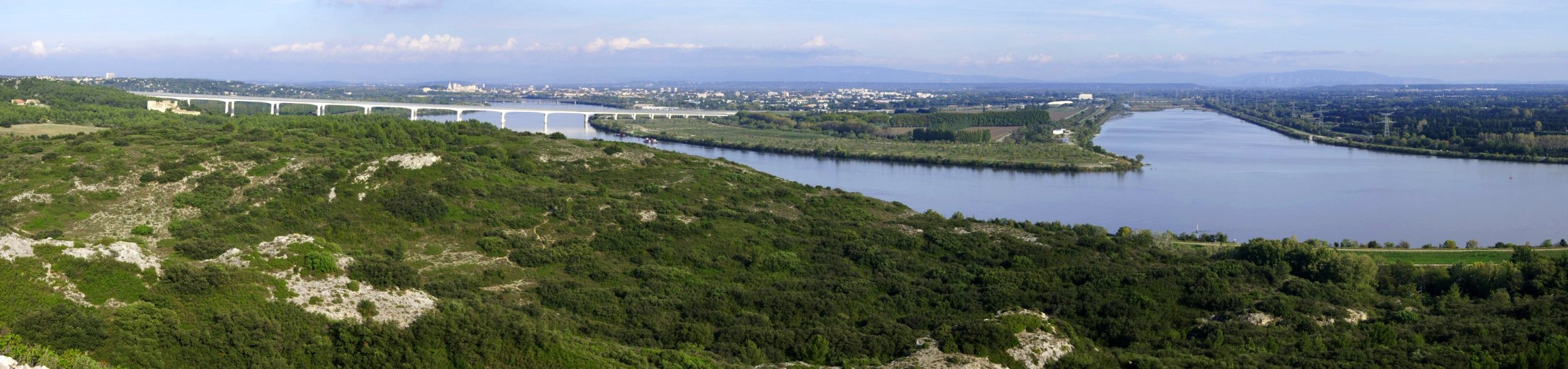
罗讷河与迪朗斯河交汇处

## 人口
沃克吕兹省的大部分人口都集中在省会阿维尼翁附近。全省151个市镇中，有13个人口过万。该省40%的移民来自法国以外的欧洲国家，主要是西班牙和意大利。而来自马格里布国家的人约占移民的一半，大多数来自摩洛哥。
| 1801年 | 1831年 | 1841年 | 1851年 | 1856年 | 1861年 | 1866年 |
| ------ | ------ | ------ | ------ | ------ | ------ | ------ |
| 191421 | 239113 | 251080 | 264618 | 268994 | 268255 | 266091 |
| 1872年 | 1876年 | 1881年 | 1886年 | 1891年 | 1896年 | 1901年 |
| 263451 | 255703 | 244149 | 241787 | 235411 | 236313 | 236949 |
| 1906年 | 1911年 | 1921年 | 1926年 | 1931年 | 1936年 | 1946年 |
| 239178 | 238656 | 218602 | 230549 | 241689 | 245508 | 249838 |
| 1954年 | 1962年 | 1968年 | 1975年 | 1982年 | 1990年 | 1999年 |
| 268318 | 303536 | 353966 | 390446 | 427343 | 467075 | 499685 |
| 2006年 | 2011年 | 2016年 | 2019年 |        |        |        |
| 534291 | 546630 | 559014 | 561469 |        |        |        |